# Toporowa Cyrla
Toporowa Cyrla, Toporowa Cyrhla – najwyżej położona część Zakopanego, znajdująca się na równi, na wysokości 950–1040 m n.p.m. przy drodze Oswalda Balzera z Zakopanego do Morskiego Oka, w odległości 2,4 km od Jaszczurówki.

## Charakterystyka
Dawniej była to niewielka osada z polanami, pastwiskami i łąkami, słynące z masowo zakwitającego wiosną szafrana spiskiego (popularnie nazywanego krokusem). W wyniku wykopywania, zrywania, zaorywania oraz postępującej zabudowy, krokusy zostały znacznie wyniszczone.
Znajduje się tutaj restauracja „7 Kotów”, w której często popijał kawę m.in. Jarosław Iwaszkiewicz i Karol Szymanowski, liczne pensjonaty z miejscami noclegowymi, dom wczasowy „Cyrhla”, kościół pw. Miłosierdzia Bożego w Zakopanem-Cyrhli i dom zakonny księży marianów, a w pobliżu wyciąg narciarski. Jest tu zlokalizowany końcowy przystanek Cyrhla autobusu miejskiego linii nr 11.
Nazwa Toporowa Cyrhla pochodzi od góralskiego nazwiska Topór i początkowo dotyczyła tylko obszaru po południowej stronie drogi, później rozciągnięta została na cały obszar, również po północnej stronie drogi. Słowo cyrhla pochodzi od dawnego sposobu otrzymywania polan przez tak zwane cyrhlenie. Granice osady, wówczas nazywanej Cyrhlą lub Milanówką określał już dokument z roku 1632, jednak jeszcze w 1878 r. obszar ten nie był ani zamieszkany, ani uprawiany.
W Toporowej Cyrli występują dobre widoki na Tatry i Rów Podtatrzański, wychodzą też stąd dwa szlaki turystyczne. W Capowskim Lesie występują bardzo rzadkie w Polsce gatunki rośliny – tojad Kotuli i widlicz Isslera.

## Szlaki turystyczne
– czerwony z Toporowej Cyrhli przez Psią Trawkę, Waksmundzką Polanę i Wodogrzmoty Mickiewicza do Morskiego Oka. Czas przejścia na Psią Trawkę: 1:10 h, z powrotem 1 h
 – zielony z Toporowej Cyrhli przez Wielki Kopieniec i Dolinę Olczyską do Jaszczurówki. Szlak prowadzi przez szczyt. Czas przejścia na szczyt Kopieńca: 1:10 h, ↓ 1 h